# Ghidul
Ghidul este un film românesc din 2010 regizat de Artin Badea.